# Виноградов, Эдуард (футболист)
Эдуард Виноградов (эст. Eduard Vinogradov; 31 июля 1969, Таллин) — эстонский футболист, защитник. Неоднократный чемпион Эстонии.

## Биография
Воспитанник тренера Эдуарда Вырка. В советский период выступал за коллективы физкультуры, игравшие в первенстве Эстонской ССР, в том числе за «Вигри» (Таллин).
В 1992 году перешёл в «Норму», в составе которой дебютировал в первом независимом чемпионате Эстонии после распада СССР. Со своим клубом становился победителем двух первых национальных чемпионатов (1992 и 1992/93).
Весной 1994 года вернулся в свой прежний клуб «Вигри», переименованный к тому времени в «Тевалте», однако за несколько туров до конца чемпионата клуб был исключён из турнира. После этого футболист выступал за клубы «Лантана-Марлекор» (серебряный призёр сезона 1994/95), «Тевалте-Марлекор» (бронзовый призёр сезона 1995/96) и «Таллинна Садам» (серебряный призёр сезона 1997/98).
С 1998 года играл за «Левадию» (Маарду), чемпион Эстонии 1999 и 2000 годов, серебряный призёр 2002 года, бронзовый призёр 2001 года. Некоторое время провёл в фарм-клубе «Левадии», представлявшем тогда Таллин.
С 2003 года выступал на любительском уровне, преимущественно за клубы низших лиг — «МК Таллин», «Аякс Ласнамяэ», «Легион», «Веллдорис», «Кескераконна», «Инфонет». В составе «Аякса» провёл 5 матчей в высшем дивизионе в 2006 году. Также в этот период выступал в соревнованиях по мини-футболу.
Всего в высшей лиге Эстонии сыграл 202 матча, забил 5 голов.
Завершил спортивную карьеру в 2012 году.